# كان حاميدو بابا
كان حاميدو بابا (10 أبريل 1954 - 28 ديسمبر 2021) سياسي وأكاديمي موريتاني يُعدُّ أحد مؤسسي حزب اتحاد القوى الديمقراطية.

## سيرة شخصية
ولد في قرية انتيكان في جنوب غرب موريتانيا، وحصل على دكتوراه في علوم الاتصال من جامعة باريس، وكان خبيرًا  في إعداد الدراسات الاجتماعية والاقتصادية في مجالات التنمية الريفية والفقر، والدراسات في المجالات البيئية وفي مجال الحكم الرشيد.

## الحياة المهنية
عمل حاميدو بابا مُدرسًّا في الجامعة، كما كان موظفًا سام لمدة ثمانية أعوام كلف فيها بالاتصال بديوان الرئاسة، كما كان مكلفًا بالتحقيقات في أربع ولايات في إطار التعاون الفني الموريتاني الألماني، وشارك في بعثة تقييم برنامج الحكم الرشيد في موريتانيا.

## الحياة السياسية
ساهم حاميدو بابا في تأسيس حزب اتحاد القوى الديمقراطية في بداية تسعينات القرن العشرين، بعد حل الحزب كان من المؤسسين لحزب تكتل القوى الديمقراطية، انتُخب عن حزب  تكتل القوى الديمقراطية ليشغل منصب نائب في البرلمان في دورتي 2001 و2006. انشق حاميدو بابا عن حزب التكتل وترشح لأول مرة لانتخابات 2010 التي ألغيت، وهو ثاني زنجي يشارك في هذه الانتخابات، كما ترشح للانتخابات الرئاسية عام 2019، وحل في المرتبة الرابعة بعد حصوله على إجمالي 8.71% من أصوات الموريتانيين.